# Nekrolog 1768
Nekrolog
◄◄
| ◄
| 1764
| 1765
| 1766
| 1767
| 1768 | 1769 | 1770 | 1771 | 1772 | ► | ►►
Weitere Ereignisse | Allgemeiner Nekrolog 1768
Die Beschreibung der verstorbenen Person sollte so kurz wie möglich gehalten sein und nur deren signifikante Tätigkeit(en) enthalten.
Neue Namen ggf. auch unter dem Geburts- und Sterbedatum, also etwa unter 1. Januar und im Geburts- und Sterbejahr (2024) eintragen (nur bei entsprechender großer Wichtigkeit). Für Beispiele siehe die schon vorhandenen Artikel.
Außerdem über die fünf zuletzt Verstorbenen, zu denen es einen ausreichend guten Artikel für eine Präsentation auf der Hauptseite gibt, nach der todesbedingten Überarbeitung der Artikel ggf. auch unter Wikipedia Diskussion:Hauptseite informieren und sie am besten auch in den anderen Wikipedia-Sprachversionen eintragen. Tipp: Regelmäßig bei news.google.de nach „ist tot“, „gestorben“ oder „verstorben“ suchen.
Wenn eine Person gestorben ist, gibt es viele Seiten zu dieser Person in der Wikipedia, die davon auch betroffen sind und entsprechend aktualisiert werden müssen. Beispiele: Namenübersichtsseite, Geburtsjahr, Geburtsort-Seiten und viele mehr.
Wie finde ich die betroffenen Seiten?
Im Suchfeld auf der linken Seite gibt man den Suchbegriff so ein: „Vorname Nachname“. Dann klickt man auf Volltext und alle Seiten mit entsprechendem Suchtext werden aufgerufen. Hier sieht man dann schnell, wo auch das Todesjahr Sinn macht oder sogar ein Teil des Artikels angepasst werden muss. Auch hilft das „Werkzeug“ auf der linken Seite sehr gut, um solche Seiten aufzufinden: „Links auf diese Seite“. Somit ist die Wikipedia wieder aktuell in allen Bereichen! Hinweis: bei Eintragung der Kategorie „Gestorben JAHR“ wird der Missbrauchsfilter 49 ausgelöst, was jedoch nicht schlimm ist. Siehe: Spezial:Missbrauchsfilter/49
Dies ist eine Liste von im Jahr 1768 verstorbenen bekannten Persönlichkeiten. Die Einträge erfolgen innerhalb der einzelnen Daten alphabetisch sortiert. Tiere sind im Nekrolog für Tiere zu finden.

## Januar
| Tag        | Name                                          | Beruf, bekannt als                                                          | Alter | Beleg |
| ---------- | --------------------------------------------- | --------------------------------------------------------------------------- | ----- | ----- |
| 1. Januar  | Jean Restout der Jüngere                      | französischer Maler des Neoklassizismus                                     | 75    |       |
| 1. Januar  | William Rowley                                | britischer Admiral                                                          |       |       |
| 2. Januar  | Johann Simonis                                | deutscher evangelischer Theologe und Orientalist                            | 69    |       |
| 10. Januar | Charles Cressent                              | französischer Kunsttischler                                                 | 82    |       |
| 12. Januar | Johann IX. Philipp von Walderdorff            | deutscher Erzbischof und Kurfürst                                           | 66    |       |
| 13. Januar | Giuseppe Simone Assemani                      | libanesischer Orientalist                                                   | 80    |       |
| 13. Januar | Pierre-Gabriel Buffardin                      | französischer Flötenvirtuose des Barock                                     | 74    |       |
| 13. Januar | Johann Christian Paurnfeind                   | Bürgermeister der Stadt Salzburg                                            | 80    |       |
| 18. Januar | Karl Adam Heinrich von Feilitzsch             | erster Chef des Invalidenkorps und Kommandant des Invalidenhauses in Berlin | 66    |       |
| 19. Januar | Karl Christoph von Zeuner                     | preußischer Generalmajor und Amtshauptmann von Kossen und Züllichau         |       |       |
| 23. Januar | Philipp Levin von Beck                        | österreichischer Feldmarschall-Lieutenant                                   |       |       |
| 28. Januar | Konrad Leberecht Marschall von Bieberstein    | königlich preußischer Generalleutnant der Kavallerie                        |       |       |
| 28. Januar | Anton von Swab                                | schwedischer Berghauptmann, Bergrat und Mineraloge                          | 65    |       |
| 29. Januar | John Martyn                                   | britischer Botaniker                                                        | 68    |       |
| 31. Januar | Friedrich Christian von Beverförde zu Werries | Staatsminister in Preußen                                                   |       |       |
| Januar     | Charles Maucourt                              | französischer Maler und Radierer                                            |       |       |

## Februar
| Tag         | Name                      | Beruf, bekannt als                                            | Alter | Beleg |
| ----------- | ------------------------- | ------------------------------------------------------------- | ----- | ----- |
| 2. Februar  | Johann Gottlieb Hauptmann | deutscher Sprachforscher und evangelischer Theologe           | 64    |       |
| 3. Februar  | August Friedrich Eichel   | preußischer Kabinettsrat                                      | 69    |       |
| 5. Februar  | Karl Arberg               | kaiserlicher Offizier                                         |       |       |
| 8. Februar  | George Dance der Ältere   | britischer Architekt                                          |       |       |
| 12. Februar | Gustav Friedrich          | regierender Graf in Isenburg-Büdingen sowie dänischer General | 52    |       |
| 13. Februar | Adolf Gideon Bartholdi    | deutscher Pädagoge                                            | 79    |       |
| 13. Februar | Georg Christoph Munz      | deutscher Geistlicher, Gymnasiallehrer und Kirchenlieddichter | 76    |       |
| 25. Februar | André Lefèvre             | französischer Rechtsanwalt, Autor und Enzyklopädist           |       |       |
| 27. Februar | Johann Caspar Ulrich      | Schweizer reformierter Pfarrer                                |       |       |
| 29. Februar | Ignazio Michele Crivelli  | Kardinal der katholischen Kirche                              | 69    |       |
| 29. Februar | Johann Jakob Lorez        | Schweizer reformierter Theologe, Geistlicher und Pädagoge     | 70    |       |

## März
| Tag      | Name                              | Beruf, bekannt als | Alter | Beleg |
| -------- | --------------------------------- | --- | ----- | ----- |
| 1. März  | Hermann Samuel Reimarus           | Gymnasialprofessor in Hamburg für orientalische Sprachen; Verfechter des Deismus, Wegbereiter der wissenschaftlichen Bibelkritik | 73    |       |
| 3. März  | Francis Fauquier                  | britisch-amerikanischer Politiker                                                                                                |       |       |
| 3. März  | Felix Hess                        | Schweizer reformierter Theologe                                                                                                  | 25    |       |
| 3. März  | Nicola Antonio Porpora            | italienischer Komponist und Gesangslehrer                                                                                        | 81    |       |
| 5. März  | Madho Singh I.                    | Maharaja von Jaipur | 39    |       |
| 8. März  | Friedrich Botho zu Stolberg-Roßla | kursächsischer Generalleutnant und Graf von Stolberg-Roßla                                                                       | 53    |       |
| 11. März | Giovanni Battista Vaccarini       | italienischer Architekt | 66    |       |
| 18. März | Laurence Sterne                   | britischer Schriftsteller | 54    |       |
| 19. März | Etienne Forestier                 | französischer Bronzegießer |       |       |
| 22. März | Salomon Gottlob Frentzel          | sorbisch-deutscher Geistlicher, Ortschronist der Stadt Hoyerswerda                                                               | 67    |       |
| 27. März | Anton Egbert von Rodt             | österreichischer General | 57    |       |
| 30. März | Theodore d’Henouville             | französischer Arzt und Chemiker                                                                                                  | 52    |       |

## April
| Tag       | Name                                        | Beruf, bekannt als                                                   | Alter | Beleg |
| --------- | ------------------------------------------- | -------------------------------------------------------------------- | ----- | ----- |
| 2. April  | Georg Donberger                             | österreichischer Augustiner-Chorherr, Kapitular und Klosterkomponist | 59    |       |
| 4. April  | Philipp von Imhoff                          | braunschweig-wolfenbüttelscher Generalleutnant                       | 65    |       |
| 5. April  | Egidio Forcellini                           | italienischer Philologie und Lexikograph                             | 79    |       |
| 6. April  | Heinrich Diedrich Balemann                  | Jurist und Lübecker Bürgermeister                                    | 64    |       |
| 9. April  | Sarah Fielding                              | englische Schriftstellerin, Übersetzerin und Literaturkritikerin     | 57    |       |
| 14. April | François de Cuvilliés der Ältere            | deutscher Baumeister und Ornamentschöpfer                            | 72    |       |
| 16. April | Ernst Johann Friedrich Mantzel (der Ältere) | deutscher Theologe und Rechtswissenschaftler                         | 68    |       |
| 16. April | Anton Zoller                                | österreichischer Barockmaler                                         | 73    |       |
| 19. April | Giovanni Antonio Canal                      | italienischer Landschaftsmaler                                       | 70    |       |
| 19. April | Johann Reinhold Grau                        | deutscher reformierter Theologe                                      | 66    |       |
| 19. April | Ernst Ludwig Rathlef                        | deutscher lutherischer Theologe                                      |       |       |
| 21. April | Dubislav Nikolaus von Pirch                 | kurfürstlich sächsischer Generalleutnant                             | 74    |       |
| 24. April | Moritz Karl zu Lynar                        | deutscher Diplomat                                                   | 66    |       |
| 24. April | Johann Valentin Tischbein                   | deutscher Maler in Laubach, Maastricht, Den Haag, Hildburghausen     | 52    |       |
| 24. April | Hermann Arnold von Wachtendonk              | kurpfälzischer Geheimrat und Minister                                |       |       |
| 29. April | Georg Brandt                                | schwedischer Chemiker                                                | 73    |       |

## Mai
| Tag     | Name                                           | Beruf, bekannt als                                                   | Alter | Beleg |
| ------- | ---------------------------------------------- | -------------------------------------------------------------------- | ----- | ----- |
| 4. Mai  | Charles Étienne Louis Camus                    | französischer Mathematiker und Physiker                              | 68    |       |
| 4. Mai  | Semjon Fjodorowitsch Wolkonski                 | russischer Fürst, General der Kavallerie                             | 64    |       |
| 6. Mai  | Louis-Alexandre de Bourbon, prince de Lamballe | Prinz aus dem Hause Bourbon                                          | 20    |       |
| 6. Mai  | Conrad Nahmmacher                              | deutscher evangelischer Theologe und Pädagoge                        | 33    |       |
| 7. Mai  | Gottfried Sibeth                               | deutscher Theologe, Beamter und Chronist                             | 72    |       |
| 9. Mai  | Philipp Friedrich Gmelin                       | deutscher Arzt, Botaniker und Chemiker                               | 46    |       |
| 9. Mai  | Hermann Adolph von Haxthausen                  | Obermarschall und Landeshauptmann im Hochstift Paderborn             | 65    |       |
| 16. Mai | Miguel Cabrera                                 | neuspanischer Maler                                                  | 73    |       |
| 16. Mai | Georg Ludwig de la Chevallerie                 | britischer und kurfürstlich braunschweig-lüneburgischer Generalmajor | 56    |       |
| 18. Mai | Johann Adam Berner                             | deutscher Orgelbauer                                                 |       |       |
| 24. Mai | Johann Jacob Spreng                            | Schweizer Sprachwissenschaftler                                      | 68    |       |
| 25. Mai | Siegfried Cäso von Aeminga                     | deutscher Rechtswissenschaftler                                      | 57    |       |
| 26. Mai | Félix de Berroeta                              | Gouverneur von Chile                                                 |       |       |
| 30. Mai | Eggert Ólafsson                                | isländischer Dichter und Naturforscher                               | 41    |       |
| 30. Mai | Heinrich Christian von Senckenberg             | deutscher Jurist und Staatswissenschaftler                           | 63    |       |

## Juni
| Tag      | Name                       | Beruf, bekannt als                                                                | Alter | Beleg |
| -------- | -------------------------- | --------------------------------------------------------------------------------- | ----- | ----- |
| 2. Juni  | Moritz Kasimir I.          | Graf von Tecklenburg und Limburg, Herr von Rheda                                  | 67    |       |
| 8. Juni  | Johann Joachim Winckelmann | deutscher Archäologe und Kunstschriftsteller                                      | 50    |       |
| 9. Juni  | Jakob Carpov               | deutscher Philosoph, Theologe, Mathematiker, Rektor und Universalgelehrter        | 68    |       |
| 10. Juni | Jacobus Voorda             | niederländischer Rechtsgelehrter                                                  | 70    |       |
| 11. Juni | Stefano Pozzi              | italienischer Maler                                                               | 68    |       |
| 14. Juni | Johann Christoph Pfeiffer  | deutscher lutherischer Theologe und Geistlicher                                   | 63    |       |
| 18. Juni | Jakob Friedrich von Briest | königlich preußischer Generalmajor und Kommandeur des Infanterie-Regiments Nr. 12 | 72    |       |
| 24. Juni | Johann Julius Hecker       | deutscher Pädagoge                                                                | 60    |       |
| 24. Juni | Maria Leszczyńska          | durch Heirat mit Ludwig XV. Königin von Frankreich                                | 65    |       |
| 28. Juni | George Hadley              | englischer Physiker und Meteorologe                                               | 83    |       |
| 28. Juni | Johann Gottfried Tympe     | deutscher orientalischer Philologe und evangelischer Theologe                     | 68    |       |

## Juli
| Tag      | Name                           | Beruf, bekannt als                                                                         | Alter | Beleg |
| -------- | ------------------------------ | ------------------------------------------------------------------------------------------ | ----- | ----- |
| 1. Juli  | Tobias Friedrich Bach          | deutscher Organist und Hofkantor                                                           | 72    |       |
| 2. Juli  | Johann Ulrich Eberle           | österreichischer Instrumentenbauer                                                         | 69    |       |
| 4. Juli  | Johann Gottfried Borlach       | deutscher Geologe und Bergwerksgründer                                                     | 81    |       |
| 4. Juli  | Willem van Haren               | niederländischer Dichter                                                                   | 58    |       |
| 5. Juli  | Johann Daniel Kluge            | deutscher lutherischer Theologe und Hymnologe                                              | 67    |       |
| 6. Juli  | Johann Conrad Beissel          | deutscher Religionsstifter                                                                 | 77    |       |
| 11. Juli | Maria Ursula Columba de Groote | Ehefrau des Maria Franz Jakob Gabriel de Groote, Bürgermeister der Freien Reichsstadt Köln | 33    |       |
| 11. Juli | José de Nebra                  | spanischer Komponist der Vorklassik                                                        | 66    |       |
| 12. Juli | Johann Gottfried Groß          | deutscher Publizist und königlicher Beamter                                                | 64    |       |
| 14. Juli | James Short                    | britischer Mathematiker, Optiker und Teleskopbauer                                         | 58    |       |
| 14. Juli | Johann Caspar Ulinger          | Schweizer Radierer, Kupferstecher und Zeichner                                             |       |       |
| 20. Juli | Francesco Arcangeli            | Mörder Johann Joachim Winckelmanns                                                         | 31    |       |
| 23. Juli | Andreas Dathe                  | hanseatischer Konsul und Historiker                                                        | 64    |       |
| 24. Juli | Wilhelm Heinrich               | Fürst aus der Linie Nassau-Saarbrücken                                                     | 50    |       |
| 27. Juli | Cay Dose                       | deutscher Architekt                                                                        |       |       |
| 30. Juli | Giorgio Baffo                  | italienischer Jurist und Dichter                                                           | 73    |       |

## August
| Tag        | Name                                      | Beruf, bekannt als                                                                                | Alter | Beleg |
| ---------- | ----------------------------------------- | ------------------------------------------------------------------------------------------------- | ----- | ----- |
| 2. August  | Johann Michael Herbart                    | deutscher Pädagoge                                                                                | 64    |       |
| 10. August | John Huxham                               | englischer Mediziner                                                                              |       |       |
| 11. August | Peter Collinson                           | englischer Botaniker                                                                              | 74    |       |
| 14. August | Eleonora Bernardina von Hessen-Wanfried   | landgräfliche Prinzessin                                                                          | 73    |       |
| 15. August | Georg Heinrich Zincke                     | deutscher Jurist, Wirtschaftswissenschaftler und Minister an den Höfen in Weimar und Braunschweig | 75    |       |
| 20. August | Joseph Ignaz Philipp von Hessen-Darmstadt | Fürstbischof von Augsburg                                                                         | 69    |       |
| 20. August | Claude-Nicolas Le Cat                     | französischer Chirurg und Physiologe                                                              | 67    |       |
| 20. August | Joseph Spence                             | englischer Historiker, Gartenarchitekt und Literat                                                | 69    |       |
| 24. August | Marcello Crescenzi                        | italienischer Geistlicher, Kurienkardinal und Erzbischof von Ferrara                              | 73    |       |
| 24. August | Antonio de Guill y Gonzaga                | Gouverneur von Panama und Chile                                                                   |       |       |
| 25. August | Johann Conrad Seekatz                     | deutscher Maler                                                                                   | 48    |       |
| 31. August | Maximilian Emmanuel Fremaut               | Wasserbauingenieur, Direktor der Wiener Baudirektion und Kommerzienrat                            | 42    |       |

## September
| Tag           | Name                                       | Beruf, bekannt als                                                         | Alter | Beleg |
| ------------- | ------------------------------------------ | -------------------------------------------------------------------------- | ----- | ----- |
| 7. September  | Johann Friedrich Wilhelm von Neumann       | deutscher Rechtswissenschaftler                                            | 69    |       |
| 11. September | Joseph-Nicolas Delisle                     | Astronom                                                                   | 80    |       |
| 12. September | Simon Burckhardt                           | österreichischer Orgelbauer                                                | 72    |       |
| 15. September | Friedrich August von Hardenberg            | deutscher Politiker, Staatsmann und Minister                               | 67    |       |
| 15. September | Carl August von Rex                        | sächsischer Kabinettsminister, Konferenzminister, Geheimer Rat und Kanzler | 67    |       |
| 16. September | Albrecht Siegmund von Seeguth-Stanisławski | kursächsischer Minister                                                    | 80    |       |
| 20. September | Joachim Rentzel                            | deutscher Jurist und Hamburger Ratsherr                                    | 74    |       |
| 22. September | Inocențiu Micu-Klein                       | Bischof von Făgăraș                                                        |       |       |
| 25. September | Simon Troger                               | Tiroler Elfenbeinschnitzer                                                 | 74    |       |
| 28. September | Christian Seybold                          | deutscher Künstler                                                         |       |       |
| September     | Johann Jakob auf der Heyden                | Bürgermeister von Elberfeld                                                | 62    |       |

## Oktober
| Tag         | Name                                       | Beruf, bekannt als                                                             | Alter | Beleg |
| ----------- | ------------------------------------------ | ------------------------------------------------------------------------------ | ----- | ----- |
| 1. Oktober  | Robert Simson                              | schottischer Mathematiker und Geometer                                         | 80    |       |
| 2. Oktober  | Wilhelm Heinrich Beckher                   | deutscher lutherischer Theologe                                                | 74    |       |
| 2. Oktober  | Otto Manderup Rantzau                      | dänischer Richter und Stiftamtmann von Island und den Färöern                  | 49    |       |
| 2. Oktober  | Hermann Arnold von Vittinghoff gen. Schell | Domherr in Hildesheim und Münster                                              | 67    |       |
| 3. Oktober  | Josef Adam Braun                           | deutsch-russischer Physiker                                                    |       |       |
| 4. Oktober  | Johann Baptista Lauggas                    | deutscher Bildhauer des Rokoko                                                 |       |       |
| 8. Oktober  | Pierre Simon Fournier                      | französischer Typograph                                                        | 56    |       |
| 11. Oktober | Ewald Georg von Kleist                     | königlich preußischer Generalmajor und Kommandant des Forts Preußen bei Neisse | 70    |       |
| 12. Oktober | James Douglas, 14. Earl of Morton          | schottischer Adliger und Naturwissenschaftler                                  |       |       |
| 16. Oktober | Johann Baptist Bohadsch                    | österreichischer Mediziner und Naturwissenschaftler                            | 44    |       |
| 17. Oktober | Ludwig VIII.                               | Landgraf von Hessen-Darmstadt (1739–1768)                                      | 77    |       |
| 19. Oktober | Agostino Masucci                           | italienischer Historienmaler, Porträtmaler und Zeichner                        |       |       |
| 19. Oktober | Johann Justus Sello                        | Königlicher Planteur im Tiergarten, Berlin                                     | 78    |       |
| 24. Oktober | Antoine Gautier de Montdorge               | französischer Dramaturg, Librettist, Poet und Enzyklopädist                    | 67    |       |
| 24. Oktober | Johann Stephan Müller                      | deutscher lutherischer Theologe, Geistlicher und Hochschullehrer               | 38    |       |
| 25. Oktober | Joseph Anton von Roll zu Bernau            | Geheimer Rat und Domherr in Worms und Münster                                  |       |       |
| 26. Oktober | Anton Heinrich Friedrich von Stadion       | Großhofmeister im Kurfürstentum Mainz                                          | 77    |       |
| 28. Oktober | Michel Blavet                              | französischer Flötist und Komponist                                            | 68    |       |
| 31. Oktober | Francesco Maria Veracini                   | italienischer Violinist und Komponist                                          | 78    |       |

## November
| Tag          | Name                                                 | Beruf, bekannt als | Alter | Beleg |
| ------------ | ---------------------------------------------------- | --- | ----- | ----- |
| 1. November  | Pieter van Maldere                                   | belgischer Komponist und Violinist der Vorklassik                                                                      | 39    |       |
| 4. November  | Johannes Lulofs                                      | niederländischer Astronom, Mathematiker und Physiker                                                                   | 57    |       |
| 8. November  | Julius Leopold von Caprivi                           | deutscher Archivar, Historiker und Dichter von Kirchenliedern                                                          | 73    |       |
| 10. November | Johann Jacob Leu                                     | Schweizer Enzyklopädist, Bürgermeister von Zürich und Bankier                                                          | 79    |       |
| 16. November | Johann von Lehwaldt                                  | preußischer Generalfeldmarschall                                                                                       | 83    |       |
| 17. November | Thomas Pelham-Holles, 1. Duke of Newcastle-upon-Tyne | britischer Politiker                                                                                                   | 75    |       |
| 18. November | Enea Silvio Piccolomini                              | italienischer Kardinal                                                                                                 | 59    |       |
| 19. November | Friedrich Johann Emich von Üxküll-Gyllenband         | deutscher Kirchenratspräsident der Markgrafschaft Baden-Durlach, erster Geheimer Rat, Hof- und Regierungsratspräsident | 83    |       |
| 22. November | Levin Möller                                         | schwedischer Theologe und Mathematiker, Dompropst von Linköping                                                        | 59    |       |
| 25. November | Franz Georg Hermann                                  | deutscher Maler | 75    |       |
| 26. November | Edward Stone                                         | Forscher | 66    |       |
| 28. November | Franz Lippold                                        | deutscher Porträtmaler                                                                                                 |       |       |

## Dezember
| Tag          | Name                           | Beruf, bekannt als                                        | Alter | Beleg |
| ------------ | ------------------------------ | --------------------------------------------------------- | ----- | ----- |
| 2. Dezember  | Antonio Literes Montalvo       | spanischer Organist                                       |       |       |
| 8. Dezember  | Jean-Denis Attiret             | französischer Jesuiten-Missionar und Maler                | 66    |       |
| 10. Dezember | Ludwig Philipp Roeck           | Kaufmann und Bürgermeister der Hansestadt Lübeck          |       |       |
| 13. Dezember | Étienne Noël Damilaville       | französischer Buchdrucker und Enzyklopädist               | 45    |       |
| 13. Dezember | Johann Christoph von Dreyhaupt | deutscher Jurist und Historiker                           | 69    |       |
| 13. Dezember | Johann Conrad Peyer            | Schweizer Jurist, Politiker und Dichter                   | 61    |       |
| 14. Dezember | Ulla Tessin                    | schwedische Hofdame, Gräfin                               | 57    |       |
| 16. Dezember | Georg von Werthern             | Adeliger                                                  | 68    |       |
| 24. Dezember | Bernhard Mazillis              | deutscher Kaufmann und Wohltäter                          | 52    |       |
| 26. Dezember | Johann Tobias Köhler           | deutscher Numismatiker                                    | 48    |       |
| 29. Dezember | Friedrich Wilhelm Weiskern     | deutscher Schauspieler, Bühnenschriftsteller und Topograf | 57    |       |
| Dezember     | Johann Peter de Landas         | Bürgermeister von Elberfeld                               | 65    |       |

## Datum unbekannt
| Tag | Name                                  | Beruf, bekannt als                                                                                 | Alter | Beleg |
| --- | ------------------------------------- | -------------------------------------------------------------------------------------------------- | ----- | ----- |
|     | Giancarlo Antonelli                   | italienischer römisch-katholischer Geistlicher und Weihbischof im suburbikarischen Bistum Velletri |       |       |
|     | Fjodor Semjonowitsch Argunow          | russischer Architekt                                                                               |       |       |
|     | Felix Benda                           | böhmischer Organist und Komponist                                                                  |       |       |
|     | Kaspar von Carnap                     | Bürgermeister in Elberfeld                                                                         |       |       |
|     | Anton Paul Ludwig Carstens            | deutscher evangelisch-lutherischer Pfarrer und Schriftsteller                                      |       |       |
|     | Michael Balthasar von Christalnigg    | Ordensgeistlicher, Fürstpropst von Berchtesgaden (1752–1768)                                       |       |       |
|     | Anton Ulrich von Dyhrn und Schönau    | deutscher Hofmarschall, Kammerherr und Grundbesitzer                                               |       |       |
|     | Giovanni Domenico Ferretti            | florentinischer Rokokomaler                                                                        |       |       |
|     | Iwan Gonta                            | Kosak und Anführer der Hajdamaken im Kolijiwschtschyna-Aufstand im Jahre 1768                      |       |       |
|     | Johann Gottlieb Kirchner              | deutscher Bildhauer                                                                                |       |       |
|     | Markus Christoph Koch von Gailenbach  | Kaiserlicher Rat, Stadtpfleger von Augsburg                                                        |       |       |
|     | Christian Kretzschmar                 | deutscher Baumeister des Barock und des Rokoko                                                     |       |       |
|     | August Wolfgang von Kinckel           | Rechtskonsulent des Ritterkantons Odenwald in Heilbronn                                            |       |       |
|     | Dominique Guillaume Lebel             | Kammerdiener Ludwig des XV.                                                                        |       |       |
|     | Philipp Jakob Loutherbourg der Ältere | französischer Kupferstecher                                                                        |       |       |
|     | Tallima Paap                          | estnischer Bauernprediger                                                                          |       |       |
|     | Franz Wilhelm von Podewils            | pommerscher Regierungsrat                                                                          |       |       |
|     | Christian von Rodt                    | österreichischer General                                                                           |       |       |
|     | Christoph Ludwig Stieglitz            | deutscher lutherischer Theologe                                                                    |       |       |
|     | Tammatevo Pudisatkhattinarat          | Vizekönig des Königreiches Champasak                                                               |       |       |